# Championnat d'Espagne de hockey sur gazon
Le Championnat d'Espagne de hockey sur gazon, actuellement connu sous le nom de División de Honor de Hockey Hierba est le plus haut niveau de hockey sur gazon en Espagne. Il a été fondé en 1957 et est géré par la Fédération royale espagnole de hockey.

## Liste des champions
| Saison    | Champions                 | Vice-champions            |
| --------- | ------------------------- | ------------------------- |
| 1957-1958 | Real Club de Polo (1)     | Club Campo de Madrid (1)  |
| 1958-1959 | Real Club de Polo (2)     | Gaviria San Sebastían (1) |
| 1959-1960 | Gaviria San Sebastián (1) | Real Club de Polo (1)     |
| 1969-1970 | Real Club de Polo (3)     | R.C. Jolaseta (1)         |
| 1970-1971 | Club Egara (1)            | Real Club de Polo (2)     |
| 1971-1972 | Club Egara (2)            | Real Club de Polo (3)     |
| 1972-1973 | Club Egara (3)            | Real Club de Polo (4)     |
| 1973-1974 | Club Egara (4)            | Real Club de Polo (5)     |
| 1974-1975 | Club Egara (5)            | Real Club de Polo (6)     |
| 1975-1976 | CD Terrassa (1)           | Real Club de Polo (7)     |
| 1976-1977 | Real Club de Polo (4)     | Club Egara (1)            |
| 1977-1978 | Real Club de Polo (5)     | Club Egara (2)            |
| 1978-1979 | Club Egara (6)            | Real Club de Polo (8)     |
| 1979-1980 | Real Club de Polo (6)     | Club Egara (3)            |
| 1980-1981 | Real Club de Polo (7)     | Club Campo de Madrid (2)  |
| 1981-1982 | Real Club de Polo (8)     | Club Campo de Madrid (3)  |
| 1982-1983 | Atlètic Terrassa HC (1)   | Real Club de Polo (9)     |
| 1983-1984 | Atlètic Terrassa HC (2)   | Real Club de Polo (10)    |
| 1984-1985 | Atlètic Terrassa HC (3)   | Real Club de Polo (11)    |
| 1985-1986 | Atlètic Terrassa HC (4)   | Club Campo de Madrid (4)  |
| 1986-1987 | Atlètic Terrassa HC (5)   | San Pablo Valdeluz (1)    |
| 1987-1988 | Atlètic Terrassa HC (6)   | Real Club de Polo (12)    |
| 1988-1989 | Atlètic Terrassa HC (7)   | Real Club de Polo (13)    |
| 1989-1990 | Atlètic Terrassa HC (8)   | Real Club de Polo (14)    |
| 1990-1991 | Atlètic Terrassa HC (9)   | Club Egara (4)            |
| 1991-1992 | Club Egara (7)            | Atlètic Terrassa HC (1)   |
| 1992-1993 | Club Egara (8)            | Atlètic Terrassa HC (2)   |
| 1993-1994 | Atlètic Terrassa HC (10)  | Club Egara (5)            |

| Saison    | Champions                | Vice-champions           |
| --------- | ------------------------ | ------------------------ |
| 1994-1995 | Atlètic Terrassa HC (11) | Club Egara (6)           |
| 1995-1996 | Club Egara (9)           | Atlètic Terrassa HC (3)  |
| 1996-1997 | Atlètic Terrassa HC (12) | Club Egara (7)           |
| 1997-1998 | Club Egara (10)          | Atlètic Terrassa HC (4)  |
| 1998-1999 | Club Egara (11)          | Atlètic Terrassa HC (5)  |
| 1999-2000 | Club Egara (12)          | Atlètic Terrassa HC (6)  |
| 2000-2001 | Club Egara (13)          | Atlètic Terrassa HC (7)  |
| 2001-2002 | Real Club de Polo (9)    | Atlètic Terrassa HC (8)  |
| 2002-2003 | Real Club de Polo (10)   | Club Egara (8)           |
| 2003-2004 | Atlètic Terrassa HC (13) | Club Egara (9)           |
| 2004-2005 | Atlètic Terrassa HC (14) | Real Club de Polo (15)   |
| 2005-2006 | Atlètic Terrassa HC (15) | Club Egara (10)          |
| 2006-2007 | Atlètic Terrassa HC (16) | Real Club de Polo (16)   |
| 2007-2008 | Real Club de Polo (11)   | Atlètic Terrassa HC (9)  |
| 2008-2009 | Atlètic Terrassa HC (17) | Real Club de Polo (17)   |
| 2009-2010 | Atlètic Terrassa HC (18) | Club Campo de Madrid (5) |
| 2010-2011 | Atlètic Terrassa HC (19) | Club Campo de Madrid (6) |
| 2011-2012 | Atlètic Terrassa HC (20) | Real Club de Polo (18)   |
| 2012-2013 | Real Club de Polo (12)   | Club Campo de Madrid (7) |
| 2013-2014 | Real Club de Polo (13)   | Club Egara (11)          |
| 2014-2015 | Real Club de Polo (14)   | Club Egara (12)          |
| 2015-2016 | Club Egara (14)          | Real Club de Polo (19)   |
| 2016-2017 | Atlètic Terrassa HC (21) | Club Egara (13)          |
| 2017-2018 | Real Club de Polo (15)   | Junior FC (1)            |
| 2018-2019 | Club Egara (15)          | Real Club de Polo (20)   |
| 2020-2021 | Club Campo de Madrid (1) | Atlètic Terrassa HC (10) |
| 2021-2022 | Atlètic Terrassa HC (22) | Real Club de Polo (21)   |

## Titres gagnés

### Par club
| Club                  | Champions | Vice-champions | Saisons gagnées |
| --------------------- | --------- | -------------- | --- |
| Atlètic Terrassa HC   | 22        | 10             | 1982-1983, 1983-1984, 1984-1985, 1985-1986, 1986-1987, 1987-1988, 1988-1989, 1989-1990, 1990-1991, 1993-1994, 1994-1995, 1996-1997, 2003-2004, 2004-2005, 2005-2006, 2006-2007, 2008-2009, 2009-2010, 2010-2011, 2011-2012, 2016-2017, 2021-2022 |
| Real Club de Polo     | 15        | 21             | 1957-1958, 1958-1959, 1969-1970, 1976-1977, 1977-1978, 1979-1980, 1980-1981, 1981-1982, 2001-2002, 2002-2003, 2007-2008, 2012-2013, 2013-2014, 2014-2015, 2017-2018                                                                              |
| Club Egara            | 15        | 13             | 1970-1971, 1971-1972, 1972-1973, 1973-1974, 1974-1975, 1978-1979, 1991-1992, 1992-1993, 1995-1996, 1997-1998, 1998-1999, 1999-2000, 2000-2001, 2015-2016, 2018-2019                                                                              |
| Club Campo de Madrid  | 1         | 7              | 2020-2021 |
| Gaviria San Sebastián | 1         | 1              | 1959-1960 |
| CD Terrassa           | 1         | 0              | 1975-1976 |
| San Pablo Valdeluz    | 0         | 1              | |
| R.C. Jolaseta         | 0         | 1              | |
| Junior FC             | 0         | 1              | |

### Par communauté autonome
| Communauté autonome  | Champions | Vice-champions | Clubs gagnants                                                                     |
| -------------------- | --------- | -------------- | ---------------------------------------------------------------------------------- |
| Catalogne            | 53        | 44             | Atlètic Terrassa HC (22), Real Club de Polo (15), Club Egara (15), CD Terrassa (1) |
| Communauté de Madrid | 1         | 8              | Club Campo de Madrid (1)                                                           |
| Pays basque          | 1         | 2              | Gaviria San Sebastián (1)                                                          |